# Bronwyn Dedekind
Bronwyn Monika Dedekind, née le 14 août 1981, est une nageuse sud-africaine.

## Carrière
Aux Jeux africains de 1999 à Johannesbourg, Brownyn Dedekind est médaillée d'or du relais 4 x 200 mètres nage libre et médaillée d'argent du 800 mètres nage libre,.

## Famille
Elle est la sœur du nageur Brendon Dedekind.